# 孙镗 (莒州)
孫鏜（1521年—1554年），明朝山东莒州（今山东省莒县）人。
孫鏜在南直隶、浙江之间经商。嘉靖三十二年倭寇进犯松江府，孙镗捐资助兵饷，向松江知府表示愿意戮力出战。松江知府推荐给参政翁大立，翁大立试其艺，孙镗舞双刀如飞。于是有名，录为士兵，击退倭寇。派人回到莒州，拿出家赀，召乡里丁壮做帮手，吴中倚仗孙镗如长城。但是渐渐轻敌。倭寇船只渡过泖浒，孙镗突击，逆战一日，回军至石湖桥，半渡中埋伏，孙镗落水被刺死。赠光禄丞。录一子，建祠祭祀。